# George Keith
George Keith (Castell d'Inverugie, rodalia de Peterhead, 1692/93 - Potsdam, 1778) fou un militar escocès, germà del famós i també militar James Keith, anomenat lord Marischal.
Serví en els exèrcits de Marlborough, prengué part en les insurreccions dels jacobites (1715 i 1719), sent condemnat a mort, pena que evità fugint a Espanya, servint en aquest exèrcit, fins que el 1747 passà a Berlín, on Frederic el Gran (el qual compartia les mateixes filosofies i aficions literàries) l'acollí benèvolament; el 1751 el nomenà legat a París; el 1754 governador de Neuenburg, i el 1759 ambaixador en la cort de Madrid.
El 1759, per mitjà de Frederic el Gran aconseguí que el Govern anglès li reposés en tots els seus honors i que li retornessin els seus béns. El 1762 tornà a Neuenburg i el 1763 a Potsdam ciutat en què morí l'any 1778.